# 小行星7426
小行星7426（英語：7426）是一颗围绕太阳公转的小行星。1992年10月27日，杉江淳在Dynic发现了此天体。
这颗小行星的绝对星等为139.8029433519055等。